# Louis-Michel Darveau
 (décembre 2017).
Si vous disposez d'ouvrages ou d'articles de référence ou si vous connaissez des sites web de qualité traitant du thème abordé ici, merci de compléter l'article en donnant les références utiles à sa vérifiabilité et en les liant à la section « Notes et références ».
Louis-Michel Darveau (29 septembre 1833 - 24 août 1875) était un notaire, un journaliste et un critique littéraire canadien.
Né à Québec, il fait ses études classiques au petit séminaire de Québec, qu'il complète en 1851. Devenu notaire en 1856, il préféra la carrière de journaliste. Fondateur du journal satirique L'Observateur en 1858, il créera ensuite La Réforme en 1860.
Lorsqu'Antoine-Aimé Dorion et John Sandfield Macdonald prennent le pouvoir en 1863, le Réforme devient l'organe officiel du parti libéral. Darveau était d'abord perçu comme étant trop radical, mais Luc Letellier de Saint-Just le convainc d'adopter une nouvelle attitude. Le journal change alors de nom et devient La Tribune. 
N'ayant pas reçu le patronage prévu dans l'entente, Darveau part brièvement en grève contre le gouvernement, mais se remet au travail cinq jours plus tard après s'être entendu avec Napoléon Aubin. Toutefois, il décide de partir pour Montréal et collaborer au journal Le National.
Lors du procès d'Octave Crémazie en 1864, Darveau publie des pamphlets contre ses ennemis politiques, qui étaient alors François Évanturel, Joseph-Édouard Cauchon et Augustin Côté. Rouge dans le sens de Louis-Joseph Papineau, il est proche des radicaux de l'Institut canadien de Montréal. Très patriotique, il cherche à défendre le catholicisme, la démocratie et l'indépendance de la province du Canada.
À partir de 1867, il souffre de paralysie partielle, mais malgré sa maladie, il continue à écrire des biographies et à étudier l'histoire. Sa critique littéraire, qu'il initia en 1873 avec  Nos hommes de lettres, est l'un des premiers essais à paraître sur la littérature canadienne, sans pourtant être un chef-d'œuvre. Il meurt le 24 août 1875, sans avoir complété son deuxième volume.  